# Hans Frischmuth
Hans Frischmuth († nach 1542) war ein deutscher Buchdrucker zur Zeit der Reformation.

## Leben
Von Frischmuth ist nur sehr wenig bekannt. Man weiß, dass er in der Universitätsstadt Wittenberg von 1539 bis 1540 eine Druckerei besessen hat, in der verschiedene Werke erschienen sind. Offenbar nötigten ihn finanzielle Erwägungen Wittenberg zu verlassen. Er folgt Justus Jonas nach Halle (Saale), wo er aber scheinbar nicht mehr lange gewirkt haben kann.
Von ihm sind dort keine großen Arbeiten bekannt geworden. Sicher weiß man, dass er in Halle Martin Luthers „Newe Zeitung vom Rein“ gedruckt hat, wofür er verhaftet wurde. Dieses hatte Luther als Spottzettel verfasst und verhöhnte darin den Reliquienkult Albrechts von Brandenburgs.